# Avatar, le dernier maître de l'air : Le Royaume de la Terre en feu
Pour les articles homonymes, voir Avatar et Avatar : le dernier maître de l'air (homonymie).
Avatar, le dernier maître de l'air : Le Royaume de la Terre en feu (Avatar: The Last Airbender – The Burning Earth) est un jeu vidéo d'action-aventure développé et édité par THQ, sorti en 2007 sur Wii, Nintendo DS, Game Boy Advance, PlayStation 2 et Xbox 360.

## Accueil
- Jeuxvideo.com : 10/20[1] - 12/20 (DS)[2]